# Microregione di São Raimundo Nonato
São Raimundo Nonato è una microregione del Piauí in Brasile, appartenente alla mesoregione di Sudoeste Piauiense.
È una suddivisione creata puramente per fini statistici, pertanto non è un'entità politica o amministrativa.

## Comuni
È suddivisa in 17 comuni:
- Anísio de Abreu
- Bonfim do Piauí
- Brejo do Piauí
- Canto do Buriti
- Caracol
- Coronel José Dias
- Dirceu Arcoverde
- Dom Inocêncio
- Fartura do Piauí
- Guaribas
- Jurema
- Pajeú do Piauí
- São Braz do Piauí
- São Lourenço do Piauí
- São Raimundo Nonato
- Tamboril do Piauí
- Várzea Branca